# チゼータ・V16T
チゼータ(Cizeta)・V16Tとは、かつてイタリアの自動車メーカーであったチゼータが生産しているスーパーカー。
正式名称は「チゼータ モロダー・V16T」である。現在は「チゼータ・オートモービル・USA」で受注生産が行われている。

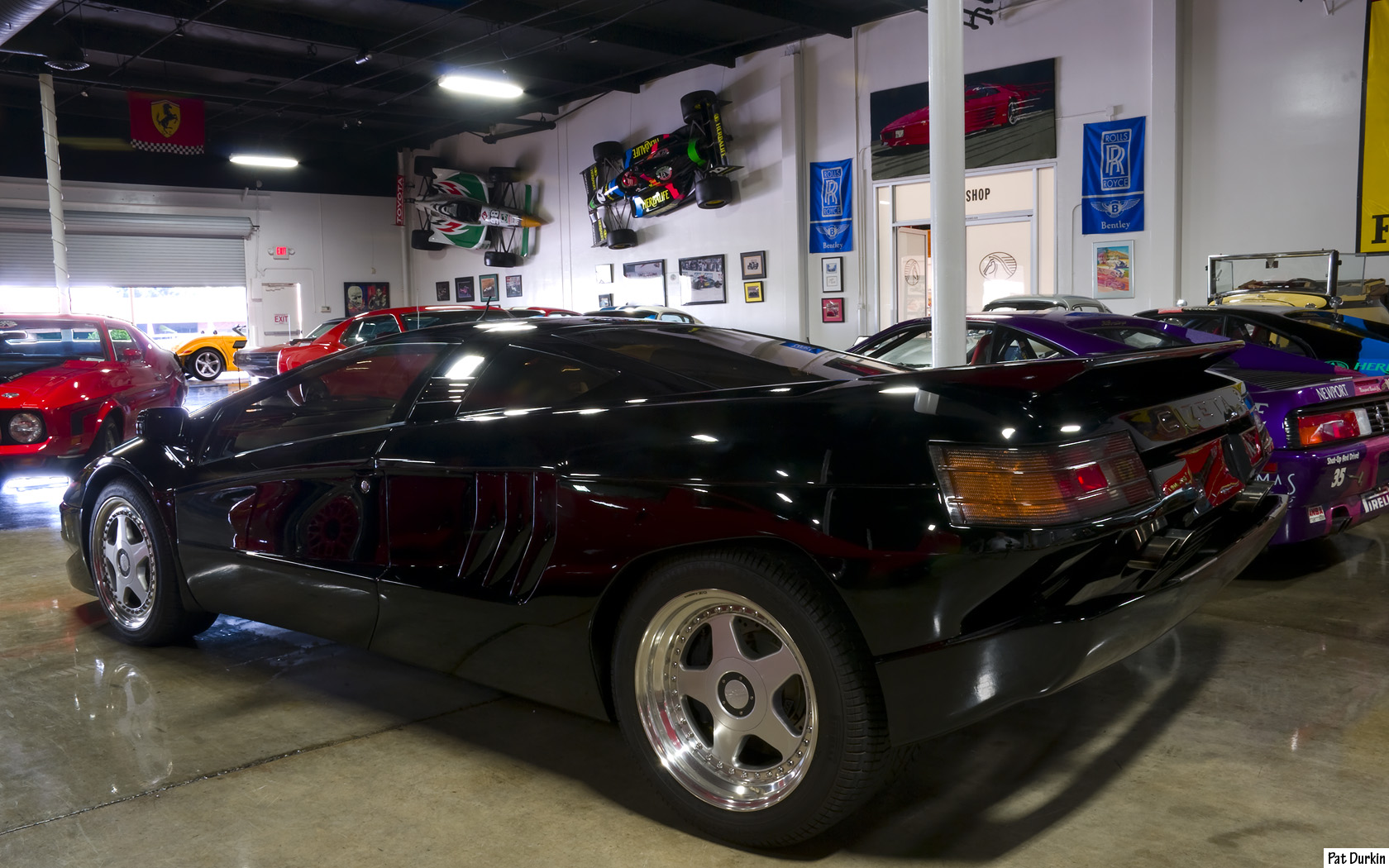
チゼータV16Tのリヤ

## 概要
名前の由来にもなっている6LV型16気筒DOHCエンジンをミッドシップに横置きで搭載している。このエンジンと縦置きのトランスミッションを組み合わせると「T」字型になることが「V16T」の「T」の由来になっている。100km/hへの加速時間は4.4秒、最高速度328km/hとなっている。
V型16気筒という巨大なエンジンを横置きしているため、リアセクションは非常にワイドで全幅は2mを超える。
エンジンは、ランボルギーニ出身のスタッフが含まれ、スペックも酷似していることからランボルギーニ・ウラッコに搭載されていた3.0LV型8気筒エンジン2基を改良し合体させたものと噂されたが、直接の関係はない。
車体はチューブラーフレームにオールアルミニウム製ボディで、マルチェロ・ガンディーニがデザインした。このデザインはディアブロのプロトタイプ第2案（第1案がクライスラーに拒絶され修正した案。クライスラーはこの案を不採用としたものの、内部コンペでは凌駕する案が出せず、この案をベースに改良を加えて量産版デザインを仕上げた。）で、ディアブロの本来の姿なのではないかと噂された。上下二段式で、左右2灯ずつせり上がるリトラクタブル・ヘッドライトが特徴。テールランプはアルピーヌ・A610からの流用品である。
内装は高級オーディオとレザーインテリア、足周りはブレンボ製ブレーキにピレリの当時最高のタイヤというように装備も豪華だった。
1989年にショーデビューを果たして多くの人の関心と注目を集め、一台60万ドルで1992年から月1台のペースで生産が始められたが、諸事情により生産が難航し、チゼータの倒産に伴いわずか8台（最終的には15台）で生産終了となった。当時日本には2台のV16Tが輸入されており、うち1台は河口湖自動車博物館に保存・展示されている。
こうして一度は生産を終えたものの、現在ではアメリカに再び設立された「チゼータ・オートモービル・USA」で受注生産されている。